# Piano no Mori
Piano no Mori (яп. ピアノの森, укр. Лісовий рояль) — манґа, створена Іссікі Макото, та аніме режисера Коджіми Масаюкі.

## Сюжет
Амамія Шухей з дитинства вчиться грати на фортепіано. Народитися в сім'ї спадкових піаністів зобов'язує стати хорошим піаністом. Шухей мріє стати найкращим в Японії. Сталося так, що у зв'язку з хворобою бабусі він тимчасово переїжджає до неї у провінційне містечко. В школі його одразу примушують пройти випробування на хоробрість — зіграти на «лісовому роялі», що став місцевою легендою. Та рояль виявився справжнім і Шухею його показав новий друг Ічіносе Кей. Рояль то є, а от зіграти на ньому не кожному під силу, бо лише гра Кея — спражнього генія, який обожнює рояль, змушувала його звучати.

## Персонажі
- Амамія Шухей — головний герой.
- Ічіносе Кей — друг головного героя.